# П'яткова (Перемишльський повіт)

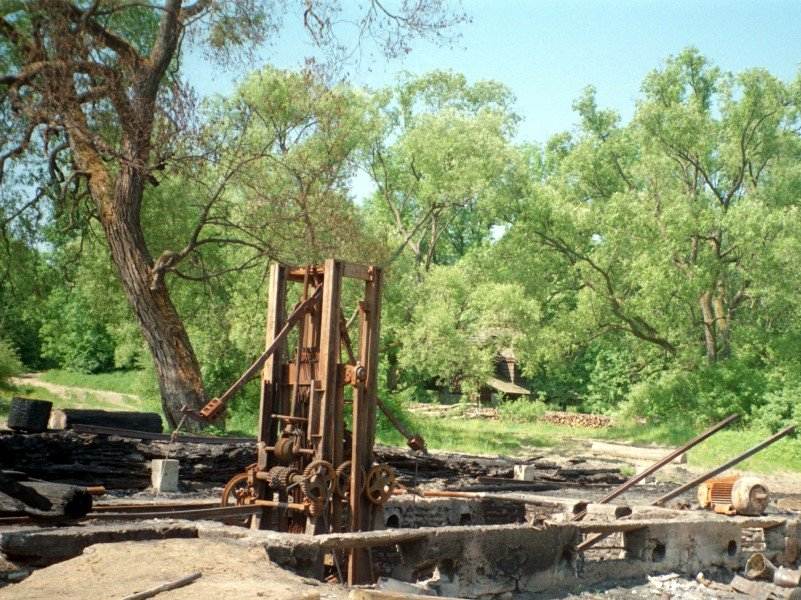
Спалений тартак в селі Пяткова

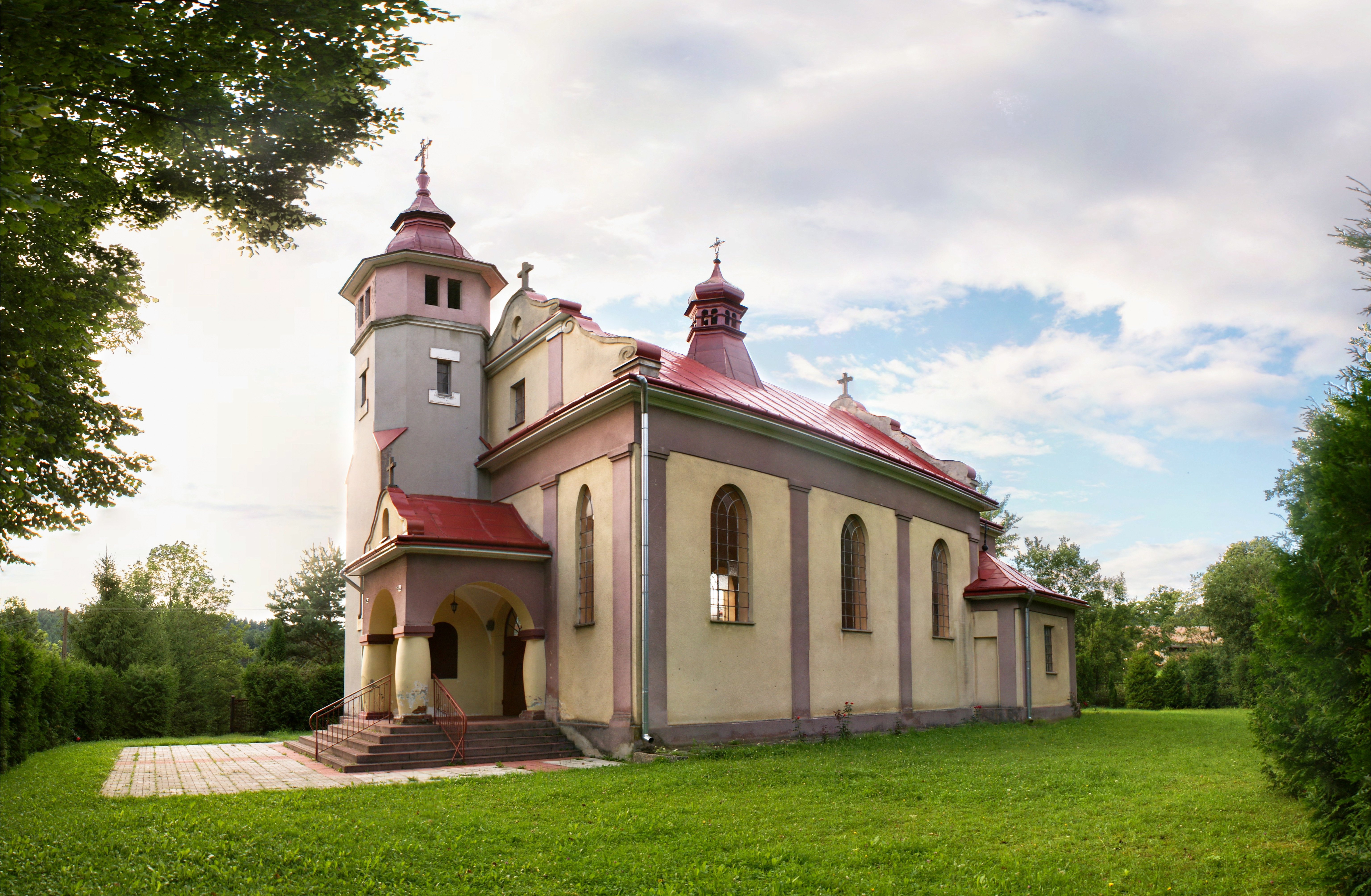
Римо-католицький костел в селі Пяткова

П'яткова (пол. Piątkowa, до 1945 П'яткова-Руська)  — село в гміні Дубецько Перемишльського повіту в Підкарпатському воєводстві на південному сході Польщі.

## Географія
Село розташоване на відстані 8 кілометрів на південь від центру гміни села Дубецько, 30 кілометрів на захід від центру повіту міста Перемишля і 40 кілометрів на південний схід від столиці воєводства — міста Ряшіва. Село розташоване над річкою Явірник (пол. Jawornik), правою притокою Сяну.

## Історія
В XI-XIII століттях на цих землях існувало Перемишльське руське князівство зі столицею в Перемишлі, яке входило до складу Галицького князівства, а пізніше Галицько-Волинського князівства.
Після захоплення цих земель Польщею територія в 1340–1772 роках входила до складу Сяноцької землі Руського воєводства Королівства Польського.
Перша згадка про П'яткову відноситься до 1448 року. Тоді село було власністю дубецьких Кмітів (пол. Kmitów).
В XVI столітті села перейшло у власність Стадницьких (пол. Stadnickich), пізніше Красіцьких (пол. Krasickich).
В 1772 році внаслідок першого поділу Польщі село П'яткова відійшло до імперії Габсбургів.
Після розпаду Австро-Угорщини і утворення Другої Речі Посполитої це переважно населене українцями село Надсяння було окуповане Польщею. Село П’яткова Руська входило до Добромильського повіту Львівського воєводства. На 1.01.1939 в селі було 2750 жителів, з них 2310 українців-греко-католиків, 310 українців-римокатоликів, 10 поляків і 120 євреїв
В часи Другої світової війни село неодноразово зазнавало нападу польських шовіністичних банд.
| Особливо запам'яталося тривожне життя, як нас, українців, поляки мордували нізащо. Польські банди нападали на українські села, різали, мучили українців, забирали все, що попадало їм до рук. Ми лишились голі й босі. Літом то ще півбіди, бо ночували по лісах, а прийшла зима — не будеш в лісі сидіти в снігах на морозі. В лютому місяці 1945 p. як напала банда на село, то думали, що буде кінець усім, але, слава Богу, не всім, а 32 невинно замордували. А другий раз у серпні, тоді люди, хто міг, повтікали в ліси, а банда скаженіла в селі, пів села спалили до 10 години, бо приїхало польське військо і банда змушена була відійти. Прийде до хати, на будь-яку річ покаже: «Цо то єст?», повість до дітей «мув по польські» і прикладом по голові, де попало. |
Москва підписала й 16 серпня 1945 року опублікувала офіційно договір з Польщею про встановлення лінії Керзона українсько-польським кордоном та, незважаючи на бажання українців залишитись на рідній землі, про передбачене «добровільне» виселення приблизно одного мільйона українців з «Закерзоння», тобто Підляшшя, Холмщини, Надсяння і Лемківщини., Село опинилося по польському боці розмежування лінії Керзона, у так званому Закерзонні.
Розпочалося виселення українців з рідної землі. Проводячи депортацію, уряд Польщі, як і уряд СРСР, керувалися Угодою між цими державами, підписаною в Любліні 9 вересня 1944 року, але, незважаючи на текст угоди, у якому наголошувалось, що «Евакуації підлягають лише ті з перелічених (…) осіб, які виявили своє бажання евакуюватися і щодо прийняття яких є згода Уряду Української РСР і Польського Комітету Національного Визволення. Евакуація є добровільною і тому примус не може бути застосований ні прямо, ні посередньо. Бажання евакуйованих може бути висловлено як усно, так і подано на письмі.», виселення було примусовим і з застосуванням військових підрозділів.
| «Скликали збори. Довго ті збори були. Як розійшлися, всі плакали, бо вирішили переселити всіх українців. Люди не згідні були. То як? З діда-прадіда всі на місці працювали, обжилися, а тепер їдь хто-зна куди? Збори робили 5 разів. Нарешті насильно виселили в серпні місяці. Що візьмеш? В кого був кінь, то ще щоне-будь можна було взяти, а коли коня забрали поляки… Приїхав поляк нас із сусідкою забрати, став і заламав руки. Каже: "Як можна їхати?" Все лишається на ліжках, на стінах, буквально все лишається, заходь і живи. Свиня, гуси, кури, січкарня, жорна, плуг, борони, стодола, повна снопів (позвозили снопи з поля), сад, одних яблунь 45, а груші, сливи, черешні, вишні… Я дивувалась, чого мама день і ніч плакала. То можна було розрив серця дістати від такого життя, а тато зробився мовчазним. 14 серпня ми виїхали з села, а приїхали в Тернопільську область, Струсівський р-н, с. Лошнів 14 жовтня. Два місяці в дорозі, ні випрати, ні зварити, голодні, брудні…». |
У 1975-1998 роках село належало до Перемишльського воєводства.

## Населення
Демографічна структура станом на 31 березня 2011 року:
|          | Загалом | Допрацездатний вік | Працездатний вік | Постпрацездатний вік |
| -------- | ------- | ------------------ | ---------------- | -------------------- |
| Чоловіки | 172     | 45                 | 106              | 21                   |
| Жінки    | 133     | 32                 | 65               | 36                   |
| Разом    | 305     | 77                 | 171              | 57                   |

- 1785 — понад 1000 мешканців, з них 830 греко-католиків, 173 римо-католики, 17 євреїв
- 1921 — 374 будинки та 2118 мешканців, з них 1727 греко-католиків, 283 римо-католики, 108 юдеїв